# Neblinantha parvifolia
Neblinantha parvifolia là một loài thực vật có hoa trong họ Long đởm. Loài này được Maguire mô tả khoa học đầu tiên năm 1985.